# Nationaltheatret

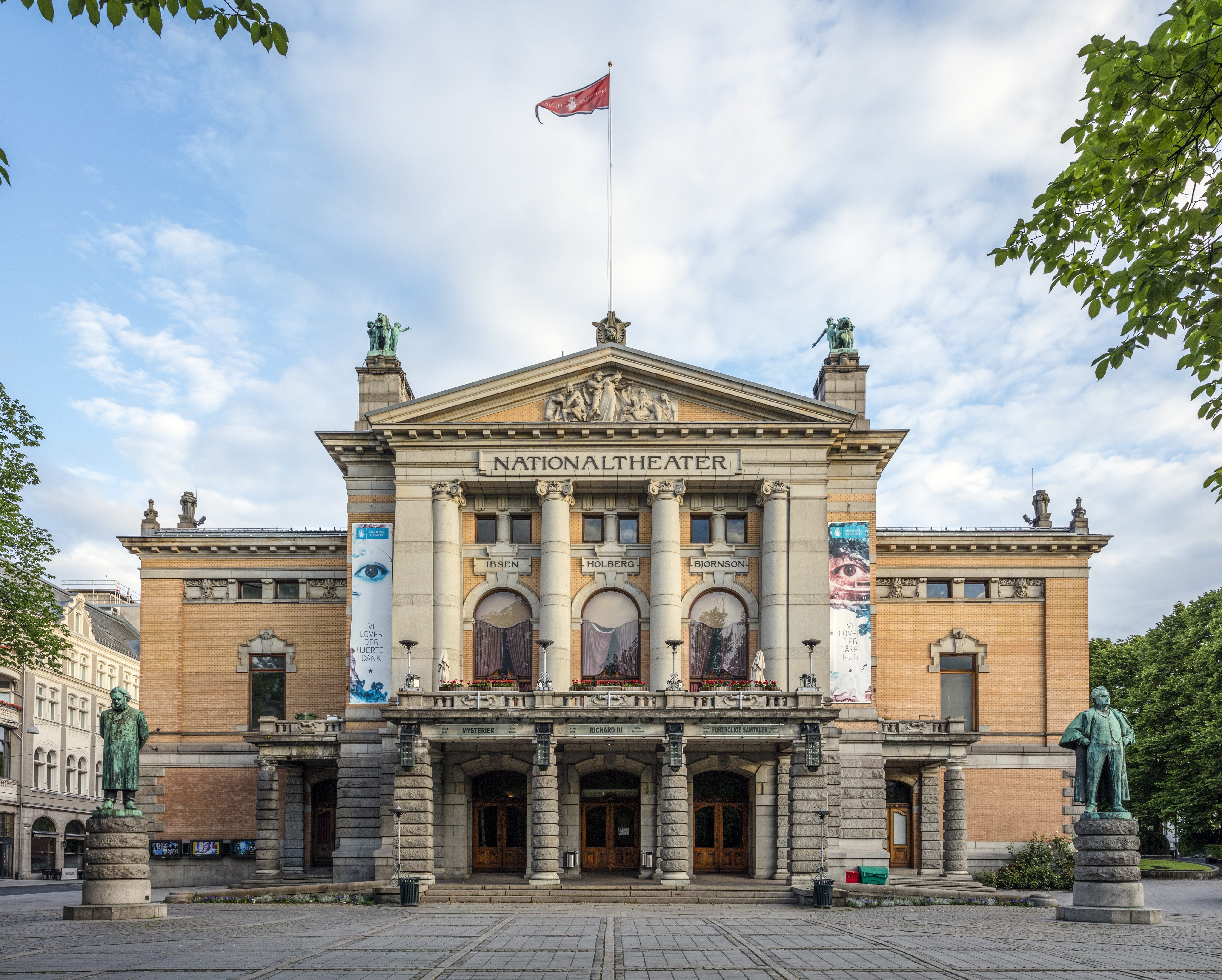
Nationaltheatret in Oslo, Frontseite (mit Ibsen- und Bjørnson-Statue)

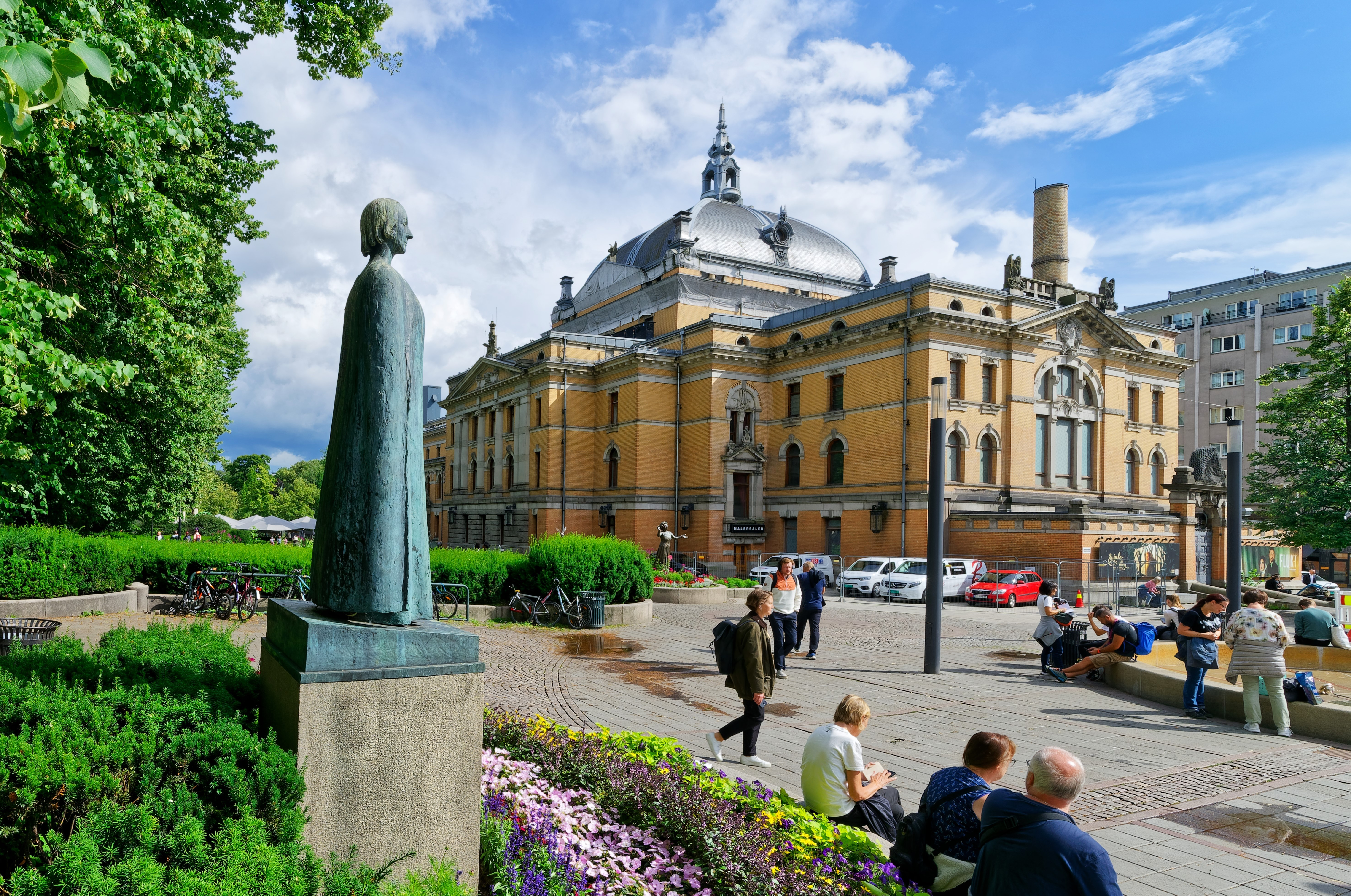
Nationaltheatret in Oslo, Rückseite

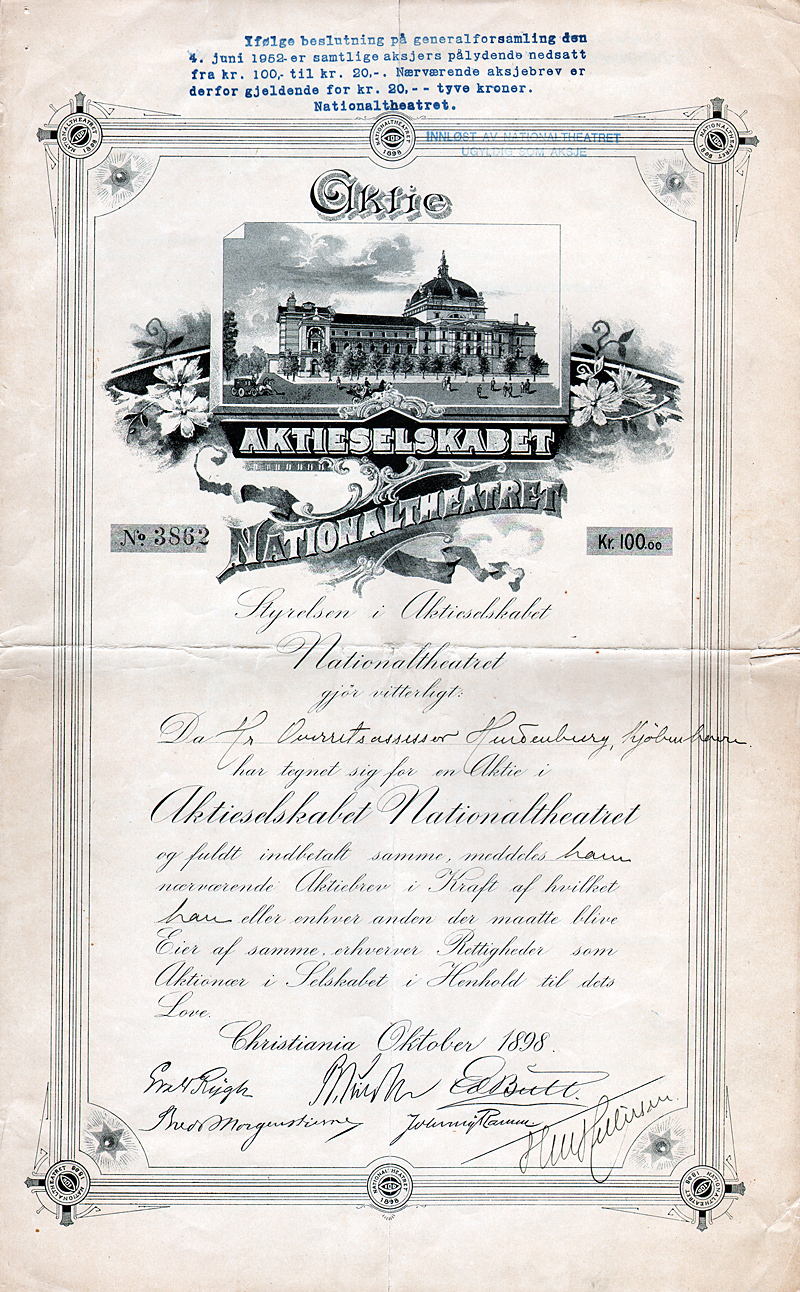
Aktie über 100 nkr von AS Nationaltheatret vom Oktober 1898

Das Nationaltheatret (deutsch „Nationaltheater“) wurde 1899 in Oslo eröffnet und ist das größte Sprechtheater Norwegens. Mit seinen Klassikerinszenierungen – vor allem der Stücke Henrik Ibsens – ist es international bekannt geworden. Besonders in den 1960er und 1970er Jahren und seit etwa 1990 hat das Nationaltheatret auch systematisch die Gegenwartsdramatik gefördert. Das vom Architekten Henrik Bull entworfene Theatergebäude steht seit 1983 unter Denkmalschutz.

## Name
Ihren Namen bekam die neue Hauptbühne Oslos erst während der Bauphase in den 1890er Jahren. Seit der Einweihung des Gebäudes befindet sich unter dem Tympanon der Frontseite der Schriftzug Nationaltheater. Parallel dazu gelangte die bestimmte Form des Wortes (d. h. Nationaltheatret, auch National-Theatret) rasch in Umlauf. Nach der norwegischen Rechtschreibreform von 1917, die darauf abzielte, die Orthografie stärker der mündlichen Aussprache anzupassen, hätte das Haus eigentlich in Nasjonalteater bzw. Nasjonalteatret umgetauft werden müssen, analog zur benachbarten, schon seit 1842 existierenden Nasjonalgalleriet. Offenbar lag der Leitung des Theaters jedoch daran, für das damals erst 18 Jahre alte Haus die ehrwürdigere und Tradition verheißende Bezeichnung Nationaltheatret beizubehalten. Die zunächst wichtigste Aufgabe der Kulturinstitution, die darin bestanden hatte, die Bevölkerung mit der noch jungen, nach Selbständigkeit von Schweden drängenden Nation zu identifizieren, erhielt dadurch einen Anstrich von Feierlichkeit.

## Geschichte

### DasChristiania Theater

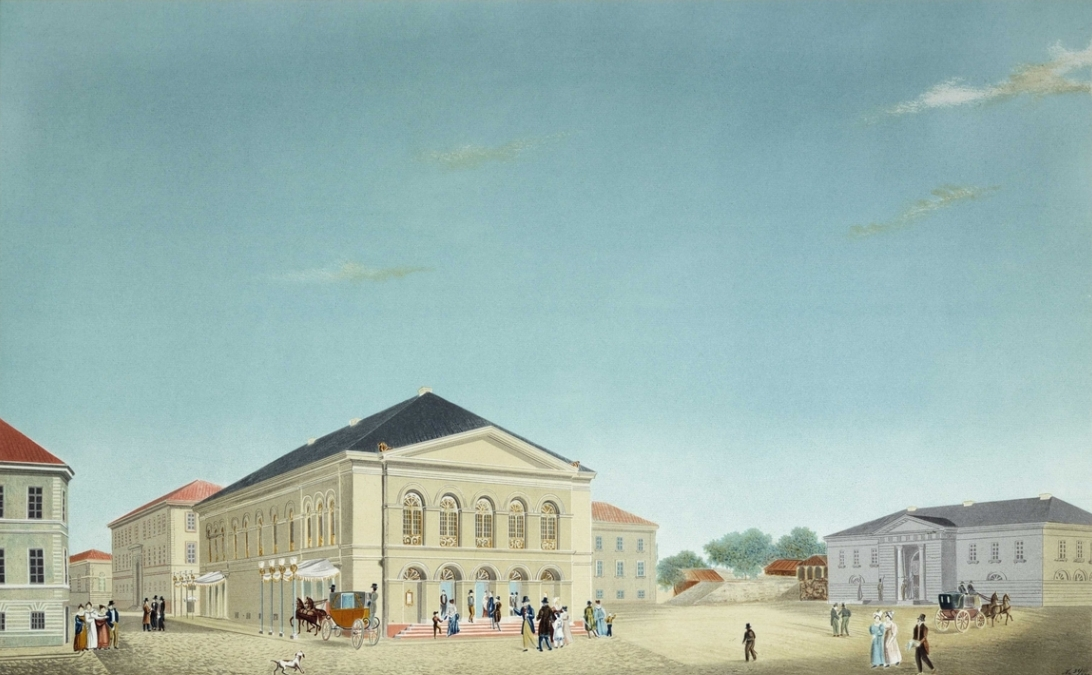
Das 1837 erbaute Christiania Theater am Bankplassen

Die Geschichte des Hauses geht auf das vom Architekten Christian Heinrich Grosch erbaute Christiania Theater zurück, das sich seit 1837 am Bankplassen befand und unmittelbar vor der Eröffnung des Nationaltheatret geschlossen wurde. Aufgrund der über 400 Jahre währenden politischen und kulturellen Abhängigkeit Norwegens von Dänemark (1380–1814) galt die norwegische Sprache zunächst noch als unfein und ungehobelt. Vereinzelte Versuche, Norwegisch als Bühnensprache zu etablieren, stießen auf breite Ablehnung der gebildeten Osloer Bürger, die sich von dem so bezeichneten „Rinnstein“-Idiom heftig distanzierten. Folglich waren in den ersten Jahrzehnten überwiegend dänische Schauspieler am Christiania Theater beschäftigt, die mehrheitlich dänische Dramen und Vaudevilles zur Aufführung brachten. 

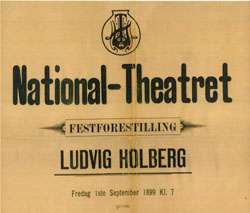
Plakat vom Eröffnungsabend am 1. September 1899

Erst ab den 1860er Jahren, nachdem die Bühne eine Fusion mit dem Kristiania Norske Theater eingegangen war, hielt die norwegische Sprache allmählich Einzug auf der Bühne, und es wurden immer häufiger norwegische Stücke inszeniert. Der Trend vollzog sich parallel zur Genese eines neuen patriotischen Bewusstseins, das in der zweiten Hälfte des 19. Jahrhunderts den Wunsch nach voller Unabhängigkeit entstehen ließ und die Personalunion mit Schweden (1814–1905) zunehmend in Frage stellte.

### Eröffnung 1899
An diese Entwicklung schloss das Nationaltheatret konsequent an. Es wurde im September 1899 mit gleich drei Festvorstellungen eröffnet: am ersten Abend (1. September) wurden Auszüge aus zwei Komödien von Ludvig Holberg gespielt, am zweiten Abend (2. September) ging Henrik Ibsens Schauspiel Ein Volksfeind über die Bühne, am dritten Abend schließlich (3. September) stand Bjørnstjerne Bjørnsons Kreuzfahrer-Drama Sigurd Jorsalfar auf dem Programm. Zu den Höhepunkten dieses dritten Tages zählte, dass Edvard Grieg die Aufführungsfassung seiner bekannten Bühnenmusik zu Bjørnsons Stück selbst dirigierte. An allen drei Abenden waren Bjørnson und Ibsen persönlich anwesend, am ersten auch der schwedisch-norwegische König Oskar II.
Das Nationaltheatret entstand auf private Initiative und wurde zunächst mit rein privaten Mitteln betrieben. Schon 1906, ein Jahr nach der inzwischen erfolgten Unabhängigkeit Norwegens von Schweden, erlebte es seine erste ökonomische Krise. Erst 1927 jedoch gewährte die Stadt Oslo der Bühne einen Zuschuss von relativ bescheidenen 123.000 Kronen. Der norwegische Staat beteiligte sich erstmals 1933 mit einer kleinen Summe an den Kosten, die seitdem jedoch kontinuierlich anstieg. In den 1970er Jahren deckten die Zuwendungen der öffentlichen Hand zeitweise 94 % des Etats ab. Diese Rekordhöhe wurde seitdem allerdings nie wieder erreicht.

### Die ersten Intendanten

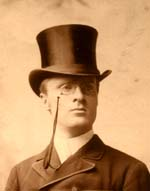
Bjørn Bjørnson

Der erste Intendant des Hauses war Bjørn Bjørnson, ein Sohn des Dramatikers Bjørnstjerne Bjørnson, der seine umfassende Theaterausbildung unter anderem am Burgtheater in Wien erhalten hatte. Für eine Art Goldenes Zeitalter der neuen Bühne sorgten seine Nachfolger: der norwegische Autor Vilhelm Krag und der Schauspieler und Regisseur Halfdan Christensen. Das Projekt der Nationenbildung trat vorübergehend in den Hintergrund, so dass ausländische Gegenwartsdramatik stärker Fuß zu fassen begann. Standen während des Ersten Weltkrieges noch überwiegend deutsche und französische Lustspiele auf dem Programm, wurde das Repertoire nach 1918 ernster. Stücke des lange vernachlässigten schwedischen Ibsen-Rivalen August Strindberg gelangten nun ebenso auf die Bühne wie sozialkritische Dramen von George Bernard Shaw oder Arthur Schnitzler.
Die Zeit zwischen etwa 1908 und 1933 war nicht zuletzt von Darbietungen großer Schauspieler geprägt, die vereinzelt auch als Regisseure tätig waren. Namen wie Hauk Aabel, August Oddvar, Egil Eide, Ingolf Schanche oder Ragna Wettergreen sind noch heute jedem norwegischen Theaterliebhaber geläufig. Die bedeutendste Schauspielerin dieser Periode war jedoch ohne Zweifel Johanne Dybwad, nach der seit 1989 der Platz vor dem Theatergebäude benannt ist. Ihre Popularität war so groß, dass ihr alle Intendanten bedeutende Privilegien einräumten. Sie konnte zeitweise selbst bestimmen, welche Stücke inszeniert und welche Schauspieler eingesetzt wurden. 1908 besetzte sich die damals schon 41-jährige Diva als Hedvig in Ibsens Die Wildente – ungeachtet der Tatsache, dass die Rollenfigur in dem Stück gerade erst ihren 14. Geburtstag feiert.

### DasNationaltheatretwährend der Besatzungszeit
Am 9. April 1940 wurde das Theater nur wenige Stunden nach der Okkupation Norwegens durch deutsche Truppen vorübergehend in eine Kaserne für Hitlers Soldaten verwandelt. Später erzwang die Besatzungsmacht mehrfach Gastspiele deutscher Theater, die Wagner-Opern, Wiener Operetten und deutsche Klassiker aufführten. Der deutschfreundliche Schauspieler Gustav Berg-Jæger löste den Intendanten Axel Otto Normann ab.
Im Mai 1941 verhörte die Gestapo sechs Schauspieler, die im Verdacht standen, Widerstandsaktionen vorzubereiten – mit dem Resultat, dass ihnen mit sofortiger Wirkung untersagt wurde, ihren Beruf weiter auszuüben. Daraufhin traten viele ihrer Kollegen, trotz massiver Drohungen des Reichskommissars Josef Terboven, in einen Streik, der kurz darauf auch die Bühnen in Bergen und Trondheim erfasste. Am 24. Mai 1941 wurden 13 Schauspieler des Nationaltheatret verhaftet und erst zwei Wochen später, nach etlichen Verhandlungen, wieder auf freien Fuß gesetzt. Nach der Sommerpause dieses Jahres nahmen die Schauspieler auf nachdrückliche Anordnung der Besatzungsmacht ihre Arbeit wieder auf.
Im Oktober 1943 gerieten bei einer Sabotageaktion, die von der norwegischen Widerstandsbewegung koordiniert worden war, das Bühnenhaus, der Schnürboden und das Dach des Theaters in Brand. Das Nationaltheatret war daraufhin monatelang nicht bespielbar; die Proben und Vorstellungen mussten in das Gebäude von Det Nye Teater (Das Neue Theater) verlegt werden.

### Theaterbrand 1980
Ein weiterer verheerender Brand, der die Theaterleitung zu allerlei Improvisationen zwang, ereignete sich am 9. Oktober 1980. Das Feuer brach gegen 21 Uhr während einer Vorstellung der Komödie Der Eisvogel von William Douglas Home aus. Die grande dame des Theaters, die Schauspielerin Wenche Foss, teilte dem verdutzten Publikum von der Bühne herab mit, dass es das Theater auf direktem Weg zu verlassen habe. Auf der sogenannten Amfiscenen (Amphibühne) über dem Hauptsaal ging die Vorstellung des Abends unterdessen zunächst noch weiter; die Zuschauer und Schauspieler hatten den rasch ausgelösten Alarm zwar wahrgenommen, aber vermutet, dass in einem anderen Teil des Gebäudes eine Brandübung stattfinde. Mit roher Muskelkraft gelang es dem Inspizienten und einigen Bühnenarbeitern, den elektrisch nicht mehr zu bedienenden Eisernen Vorhang herunterzulassen, so dass die Flammen den Zuschauerraum der Hauptbühne nicht erreichen konnten. 
Niemand kam zu Schaden, das Bühnenhaus jedoch wurde komplett zerstört. Ein explodierter Scheinwerfer wurde später als Brandursache ausgemacht. Bis zur Wiedereröffnung des Theaters im August 1985, mit einer Produktion von Ibsens Peer Gynt, fanden die Vorstellungen in einem Zelt vor dem Theater oder auf kleineren Spielflächen im Haus statt.

## Profil

### Anfänge als Drei-Sparten-Theater
In den ersten Jahren fungierte das Nationaltheatret nicht nur als Sprechtheater, sondern auch als Institution für Opern- und Operettenaufführungen. Die weltbekannte norwegische Sopranistin Kirsten Flagstad feierte hier 1913 ihre ersten Erfolge (als Nuri in Eugen d’Alberts Oper Tiefland). Vor allem in ökonomischen Notzeiten sorgten Inszenierungen z. B. von Franz Lehárs Die lustige Witwe für wichtige Einnahmen. Bis 1919 unterhielt das Theater ein eigenes Orchester, aus dem sich das heute noch existierende Oslo Filharmoniske Orkester entwickelte. Zwischen 1910 und 1922 war dem Theater darüber hinaus ein eigenes Ballettensemble angeschlossen. Erst im Lauf der zwanziger Jahre wurde aus dem klassischen Drei-Sparten-Haus (Schauspiel, Musik, Tanz) ein Sprechtheater.

### Holberg, Bjørnson, Ibsen
Von Beginn an – und bis in die Gegenwart hinein – spielte das Werk der Autoren-Trias Holberg, Bjørnson und vor allem Ibsen eine große Rolle für das Repertoire des Nationaltheatret. Die Namen dieser oft so bezeichneten Säulen des Theaters prangen seit jeher an dessen Frontseite.

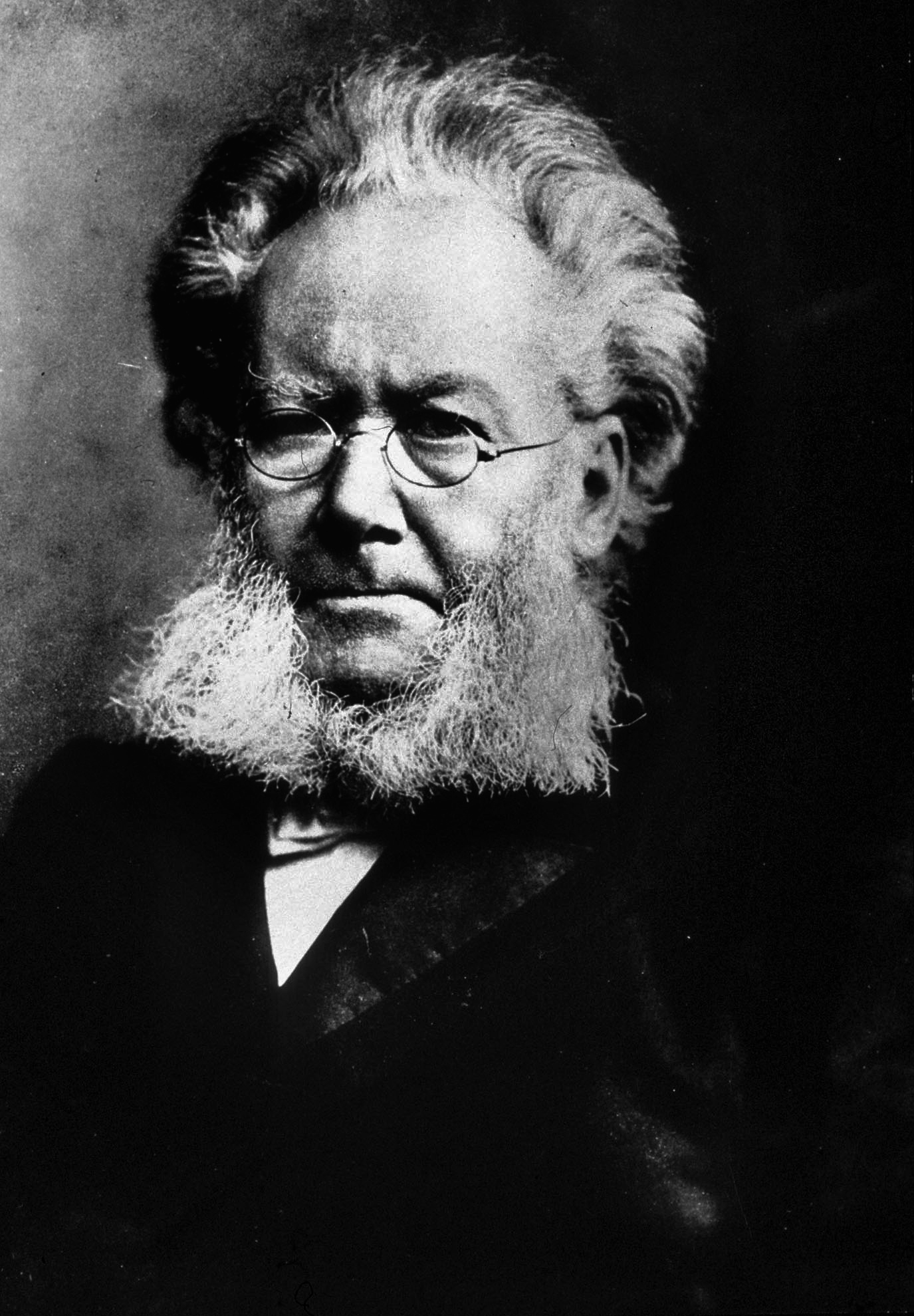
Henrik Ibsen

 Bjørnson Doppeldrama Über die Kraft I – II erlebte noch in der Eröffnungssaison seine norwegische Erstaufführung, ebenso wie zwei Jahre später sein Schauspiel Paul Lange und Tora Parsberg, das seit 1901 zum Kanon der Osloer Bühne gehört. Letzteres gilt auch für die Komödien Holbergs, die regelmäßig in den Spielplänen auftauchen. Sein wohl populärstes Werk, Jeppe vom Berge, wurde zwischen 1903 und 2003 auf höchst unterschiedliche Weise zehnmal inszeniert.
Bereits im März 1900 produzierte das Theater Henrik Ibsens damals sehr umstrittenes Drama Gespenster, das nach jahrelangem Verbot zuvor erst zweimal in Norwegen aufgeführt worden war. In den ersten fünf Jahren nach der Eröffnung des Hauses hatte das Publikum nicht weniger als zwölf Ibsen-Premieren erleben dürfen; das Nationaltheatret schloss damit an die Tradition des Christiania Theater an, das nicht zuletzt durch nationale Erstaufführungen zahlreicher Dramen Ibsens bekannt geworden war. Noch während der Okkupationszeit galten Ibsen-Inszenierungen als Zankapfel. In einzelnen Fällen, z. B. anlässlich einer Produktion von Brand 1942, beriefen sich sowohl Funktionäre der Besatzungsmacht als auch Teile der Widerstandsbewegung auf den norwegischen Nationaldichter.

### Internationales Ibsen-Festival
Da die Wirkung der Texte Ibsens bis in die Gegenwart anhält, entschloss sich der damalige Intendant Stein Winge im Jahr 1990, ein jährliches Internationales Ibsen-Festival am Nationaltheatret zu veranstalten. Interessante Ibsen-Produktionen aus vielen Ländern der Welt, so aus Dänemark, Schweden, Deutschland, Österreich, dem Baltikum, Frankreich, Großbritannien, den USA, ja selbst aus Burkina Faso, China, Iran oder Nepal wurden seitdem – jeweils zum Beginn der neuen Saison – nach Oslo eingeladen. Diesen Gastspielen werden regelmäßig mehrere Eigenproduktionen von Ibsen-Dramen gegenübergestellt. Seit 2002 findet das Festival in zweijährlichem Rhythmus statt. 2006, zum 100. Todestag Ibsens, waren 31 internationale Produktionen am Nationaltheatret sowie einigen kooperierenden Bühnen zu sehen. Begleitet werden die Festivals jeweils von internationalen Symposien zu Ibsens Dramatik. Weltweit dürfte sich keine andere Institution so sehr für das Werk des norwegischen Autors eingesetzt haben wie das Nationaltheatret; die Zahl entsprechender Aufführungen auf allen Bühnen des Hauses übersteigt inzwischen 3000.

### Gegenwartsdramatik
Schon der erste Intendant Bjørn Bjørnson setzte sich sehr für die norwegische Gegenwartsdramatik seiner Zeit ein. So gelangten mehrere Stücke des damals renommierten Dramatikers Gunnar Heiberg zur Uraufführung am Nationaltheatret. 

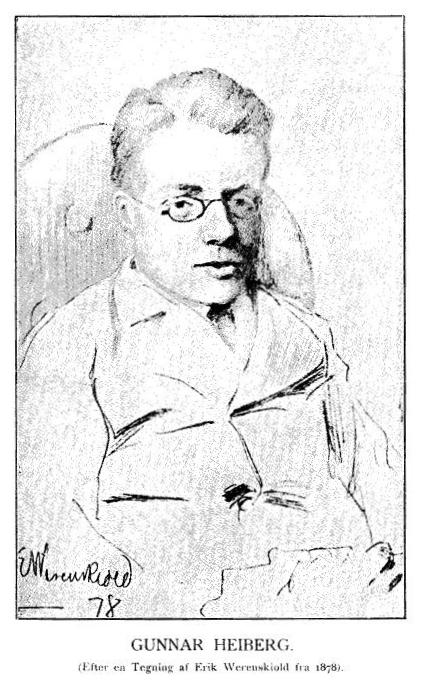
Gunnar Heiberg (Zeichnung von Erik Werenskiold, 1878)

 Auch Schauspiele in der Minoritätensprache Nynorsk waren von Beginn an zu sehen, so etwa das überaus erfolgreiche Musiktheaterstück Fossegrimen von Sigurd Eldegard. Später jedoch erhielt die Nynorsk-Dramatik ihre Heimstatt am 1912 gegründeten Det Norske Teatret, auch wenn Nynorsk-Vorstellungen noch heute vereinzelt im Repertoire des Nationaltheatret zu finden sind.
Eine besondere Nähe zum Zeitstück hatte der Intendant Arild Brinchmann, der die künstlerische Leitung der Bühne 1967 mit dem Anspruch übernahm, ein politisch radikales Theater zu präsentieren. In Form einer Gruppenarbeit und mit den ästhetischen Mitteln von Revue und Dokumentartheater entstand z. B. 1974 die Produktion Jenteloven (wörtlich: Das Mädchengesetz, in Anlehnung an Aksel Sandemoses Begriff Janteloven). Auf der Grundlage von Interviews wurde in dem Stück vor allem die Situation von Frauen am Arbeitsplatz beleuchtet. Arbeiten dieser Art trugen dem Intendanten heftige Kritik selbst von der staatlichen Aufsichtsbehörde ein. Brinchmanns Renommee als Theatermacher litt darunter jedoch kaum, zumal er dafür gesorgt hatte, das norwegische Publikum mit Dramatikern wie Samuel Beckett, Harold Pinter oder Peter Weiss vertraut zu machen. Daneben gelang es ihm, europaweit bekannte Regisseure wie Ingmar Bergman oder Hansgünther Heyme für einzelne Inszenierungen zu verpflichten.
Das Theater hat seit Mitte der 1990er Jahre auch Anteil am internationalen Erfolg des norwegischen Dramatikers Jon Fosse, dessen Bühnenarbeiten weltweit rezipiert werden. Mehrere Fosse-Dramen, z. B. Das Kind (1996) und Traum im Herbst (1999), erlebten ihre Uraufführung am Nationaltheatret. Gleichzeitig standen Texte weiterer europäischer Gegenwartsdramatiker (z. B. von Sarah Kane, Michael Frayn, Robert Woelfl, Elfriede Jelinek oder Wassilij Sigarew) auf den Spielplänen. 2003 wurde erstmals das Samtidsfestivalen (Festival der Gegenwartsdramatik) ausgerichtet, das seitdem im alternierenden Rhythmus mit dem Internationalen Ibsen-Festival stattfindet.

## Gebäude und Bühnen

### Architektur

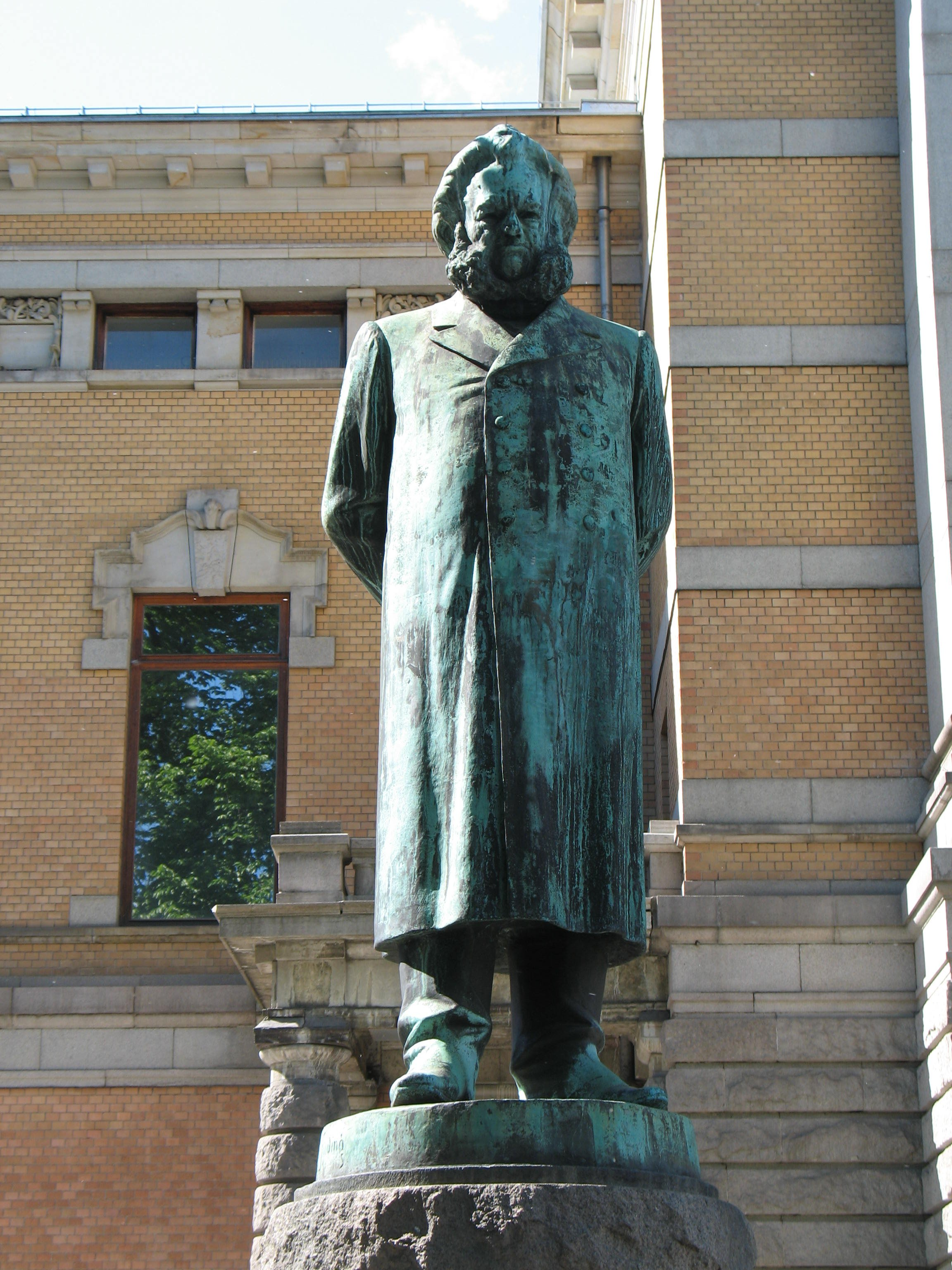
Ibsen-Statue des Bildhauers Stephan Sinding

Schon Ende der 1870er Jahre begannen die Planungen für einen Theaterneubau, der das Christiania Theater ersetzen sollte. Ein eigens ausgelobter Architekturwettbewerb brachte 14 Entwürfe zutage, von denen nach Ansicht der Jury zunächst keiner ganz zufriedenstellend war. Nach einigen Änderungen wurde der Vorschlag des damals erst 27-jährigen Architekten Henrik Bull, der sein Studium in Berlin absolviert hatte, angenommen. Der erste Spatenstich erfolgte im November 1891, doch wegen ständiger Finanzierungsprobleme und aufwendiger Fundamentierungsarbeiten in einem weitgehend sumpfigen Gelände wurde das neue Haus am Studenterlunden, unweit von Schloss, Storting und dem historischen Universitätsgelände an der Karl Johans gate, erst 1899 fertiggestellt.
Bulls Entwurf orientierte sich an der damals gebräuchlichen deutschen Theaterarchitektur. Er kombinierte Elemente des Jugendstils, des Berliner Klassizismus jener Zeit und des Neorokoko miteinander und war auf ganzheitliche Wirkung angelegt. Das Interieur, z. B. die Einrichtung des Parketts und die Möblierung im Vestibül, sollte stilistisch mit dem Außeneindruck des Hauses harmonieren, wovon noch heute die erhalten gebliebene erste Stuhlreihe des Hauptsaales zeugt. An der Ausschmückung der Publikumsbereiche beteiligten sich neben Stuckateuren aus Deutschland und Italien zahlreiche bekannte norwegische Maler, z. B. Christian Krohg und dessen Sohn Per Krohg, Erik Werenskiold und Peder Severin Krøyer.
Vor der Frontseite des Theaters befinden sich seit dessen Eröffnung zwei vom Bildhauer Stephan Sinding geschaffene Statuen der Dramatiker Bjørnstjerne Bjørnson und Henrik Ibsen. Sie stehen auf übereinandergeschichteten, kreisförmigen Fundamenten, die die Bevölkerung Oslos spöttisch als Käsesockel bezeichnet. An der Nordseite ist seit 1939 die Holberg-Statue des Bildhauers Dyre Vaa zu sehen. Neben Holberg stehen zwei seiner bekanntesten Bühnenfiguren: das aus der Commedia dell’arte entlehnte pfiffige Dienerpaar Henrik und Pernille. Letztere Figur ist Namenspatronin eines in unmittelbarer Nähe des Theaters gelegenen Freiluft-Restaurants, das traditionell ein Künstlertreffpunkt sowie der Mittelpunkt sogenannter Russfeiern ist.

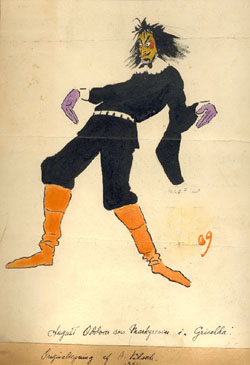
Das Engagement des Schauspielers August Oddvar, einer Institution des Hauses, währte von der ersten Saison 1899/1900 bis 1960 (Zeichnung des Kostümbildners Andreas Bloch).

### Hauptbühne
Die von einem mächtigen Goldbogen umrahmte Hauptbühne von 1899, die nach diversen Umbauten und Modernisierungen noch heute genutzt wird, war als klassisches Guckkastentheater konzipiert. Ihr Orchestergraben bietet 45 Musikern Platz; schon seit 1917 ist sie drehbar. Ursprünglich war der Saal der Hauptbühne für 1268 Zuschauer ausgelegt; nach dem Bau der Amfiscenen in der Rundkuppel des Gebäudes finden noch 741 Besucher Platz in dem prachtvoll dekorierten Raum. Auf der Hauptbühne werden nationale wie internationale Klassiker, regelmäßig aber auch Kinder- und Jugendtheaterstücke, gespielt.

### Weitere Bühnen
Als die Amfiscenen 1963 im dritten Stock des Hauses eröffnet wurde, war sie die erste norwegische Nebenbühne, die sich im Hauptgebäude eines Theaters befand. Nach Umbauten in den Jahren 1980 (im Anschluss an den Theaterbrand) sowie 1999 ist der Raum aufgrund einer flexiblen Bestuhlung sehr variabel nutzbar. Je nach Raumlösung fasst der kleine Saal bis zu 230 Besucher. Die Amfiscenen beheimatet Theaterliteratur aller Genres und wird gerne auch für Gastspiele zur Verfügung gestellt. 2004 zeigte dort z. B. das Ensemble Mabou Mines aus New York eine spektakuläre Adaption des Stückes Nora von Ibsen.
1983 wurde ein Teil der Werkstätten in den Osten Oslos verlegt. Seitdem fungiert der ehemalige Malersalen (Malersaal) des Theaters als weitere Spielfläche. Der intime Raum, für den maximal 60 Zuschauer pro Vorstellung vorgesehen sind, hat sich zu einem wichtigen Forum für die norwegische und internationale Gegenwartsdramatik entwickelt. Auch Lyrikabende oder Autorenpräsentationen finden hier gelegentlich statt. Eher sporadisch zum Einsatz kommt die Bakscenen (Hinterbühne), die nur dann bespielt werden kann, wenn sie nicht als Lagerstätte für Kulissen und Requisiten in Zusammenhang mit materialaufwendigen Inszenierungen auf der Hauptbühne benötigt wird.

### Torshovteatret

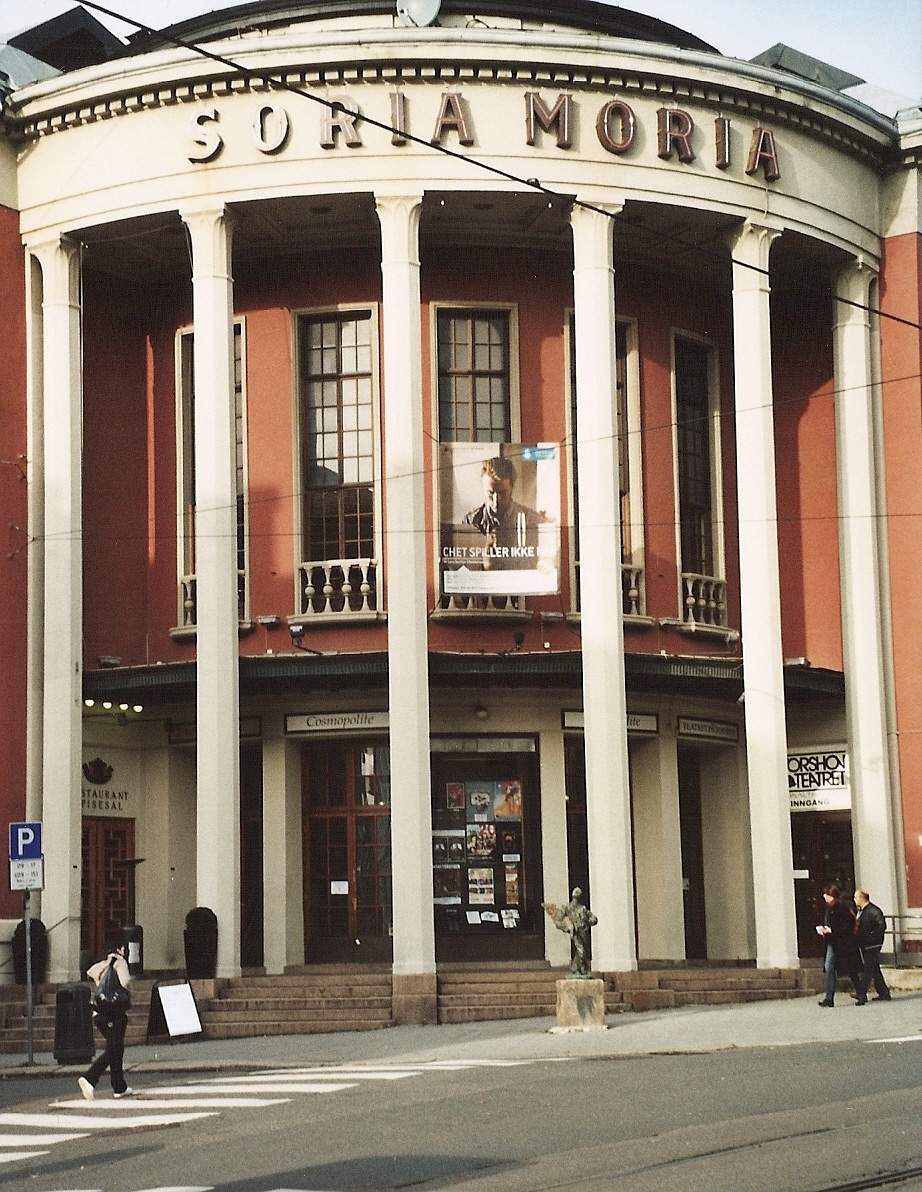
Torshovteatret in der Vogts gate

Ebenfalls dem Nationaltheatret angeschlossen ist das 1977 gegründete Torshovteatret, das sich in einem 1928 erbauten ehemaligen Bibliotheksgebäude in der Vogts gate befindet. Es entsprach dem Zeitgeist jener siebziger Jahre, ein reines Stadtteiltheater in den östlichen, kulturell eher unterversorgten Bezirken Oslos zu etablieren. Mit einem dezidiert volkstümlichen, dabei aber politisch keineswegs indifferenten Programm sollte dem Institutionstheater ein neues Publikum jenseits des Bildungsbürgertums gewonnen werden. Den Schauspielern wiederum wurde ein größeres Mitbestimmungsrecht in allen Repertoirefragen zugestanden. Noch heute liegt die künstlerische Leitung in den Händen einer drei- bis vierköpfigen Schauspielergruppe, die über einen Zeitraum von zwei Jahren ein gemeinsames ästhetisches Konzept entwickelt und weitgehend selbständig über einen bestimmten Etat verfügt.
Eröffnet wurde das Torshovteatret mit einem Drama über die Nöte alter Menschen im Wohlfahrtsstaat, das sich als Kassenschlager entpuppte und nicht weniger als 63-mal vor ausverkauften Rängen lief. Ein ähnlich großer Erfolg war die kurz darauf im Frühjahr 1978 produzierte Farce Bezahlt wird nicht! von Dario Fo. Seitdem haben die Vorstellungen auf der zirkusartigen, runden Bühne immer wieder zu künstlerischen und politischen Diskussionen provoziert.

## Gegenwart

### Ziele und Perspektiven
Das Nationaltheatret hat sich das künstlerische Ziel gesetzt, ein führendes Theater in Europa zu werden und profiliert sich dabei nach wie vor unter anderem über das Ibsen-Festival und das Samtidsfestivalen. Darüber hinaus ist das Theater in den letzten Jahren punktuelle Kooperationen mit den Nationalbühnen Dänemarks und Schwedens (Det Kongelige Teater; Kungliga Dramatiska Teatern) eingegangen. Unter der Federführung der staatlichen norwegischen Entwicklungshilfe arbeitete das Nationaltheatret zwischen 2002 und 2006 mit dem Carrefour International de Théâtre de Ouagadougou in Burkina Faso zusammen. Dieses Engagement nahm seinen Anfang in multikulturellen Inszenierungen des Torshovteatret und führte zur Entwicklung von gemeinsamen Produktionen in Afrika (unter anderem von Ein Volksfeind, 2002), die anschließend nach Oslo eingeladen wurden. Der Schauspieler Issaka Sawadogo aus Ouagadougou war zeitweise festes Ensemblemitglied des Torshovteatret. Weitere Kooperationen in Westafrika sind geplant.

### Ensemble und Aufführungen
Am Nationaltheatret sind knapp 90 Schauspieler engagiert, die zu den besten des Landes gezählt werden und Erfolge teilweise auch mit nationalen und internationalen Filmprojekten erzielt haben. Dieses Ensemble erarbeitete 2008 insgesamt 771 Aufführungen, die von 212.000 Zuschauern gesehen wurden, was einer Sitzauslastung von 78 Prozent entsprach.
Öffentlich bezuschusst wurde das Theater 2008 – bei Karteneinnahmen von 49,2 Millionen Kronen (circa 5,7 Millionen Euro) – mit einem Betrag von 135 Millionen Kronen (circa 15,8 Millionen Euro). Mit privaten Firmen wie dem Finanzdienstleistungsunternehmen DnB NOR hat das Theater mehrjährige Sponsorenverträge abgeschlossen.
Intendant des Nationaltheatret ist seit dem 1. Januar 2021 Kristian Seltun.

## Intendanten
| - 1899–1907 Bjørn Bjørnson - 1908–1911 Vilhelm Krag - 1911–1923 Halfdan Christensen - 1923–1927 Bjørn Bjørnson - 1928–1930 Einar Skavlan - 1930–1933 Halfdan Christensen - 1933–1934 Anton Rønneberg - 1934–1935 Johan Henrik Wiers-Jensen - 1935–1941 Axel Otto Normann - 1941–1945 Gustav Berg-Jæger - 1945–1946 Axel Otto Normann | - 1946–1960 Knut Hergel - 1960–1961 Carl Fredrik Engelstad - 1962–1967 Erik Kristen-Johanssen - 1967–1978 Arild Brinchmann - 1978–1986 Toralv Maurstad - 1986–1988 Kjetil Bang-Hansen - 1988–1990 Ellen Horn, Ole-Jørgen Nilsen und Sverre Rødahl - 1990–1992 Stein Winge - 1992–2000 Ellen Horn - 2000–2008 Eirik Stubø - 2009–2020 Hanne Tømta - seit 2021 Kristian Seltun |